# バク
バク（獏）は、奇蹄目に含まれるバク科（バクか、Tapiridae）の構成種の総称である。現生種はすべてバク属（バクぞく、Tapirus）に分類される。

## 名称
英名は「テイパー（tapir）」であり、原産地（中南米および東南アジア）を除く世界の多くの言語では「タピル」（tapir）に近い名で呼ばれ、これらは全てブラジル先住民の話すトゥピ語の単語「tapi'ira」に由来している。
例外は日本語および中国語・韓国語で、近代以降分類学的な文脈でこの動物が知られるようになった際に、伝説上の動物「獏」（貘）の名を中国古書より借用し、これが定着した。日本語に関していえばキリンなどに類似の経緯である。
なお、古書に見る「獏」が実際にマレーバクを意味したものであったかどうかについては諸説あるが、古書における記述は分類学も記録メディアも存在しない中で雑駁とした伝説や伝聞を書きとめたものに過ぎない。体色の類似からジャイアントパンダとの混同もあったという。

## 分布
北アメリカ大陸（メキシコ南部が北限）、南アメリカ大陸、東南アジア
日本列島にも始新世や中新世まではクシロムカシバクなどが分布していたが、更新世以降の産出例はない。

## 形態
最小種はカボマニバク（T. kabomani）。成獣の体長は1.7-2m程度。体型は流線型で、薮の中を進むのに適している。肩よりも腰の方が高い。皮膚は分厚く、ヤマバクを除いて体毛は少ない。ヤマバクは長い体毛で被われ、寒さから身を守るのに役立つと考えられている。頸部に鬣状に体毛が伸長する種もいるが、これは捕食者から頸部を守る役割があると考えられている。マレーバクは体色が前部と後部が黒・胴体中央部が白だが、これも夜間では体が分断されたように見え輪郭がつかめず捕食者から身を守る役割があると考えられている。ブタのような体つきをし、ゾウの鼻のような口吻をもつ。
吻端は鼻と上唇があわさり、その先端に鼻孔が開口する。眼は小型で眼窩の奥の方にあり、薮の中で眼が傷つきにくくなっている。四肢は短く頑丈。前脚が後脚よりも長いという特異な骨格構造を持つ。これは主な生息域には薮が多く、背丈の長い草を掻き分けて走ることに適した形状であるとされる。前肢の指は4本、後肢の趾は3本。前肢の4本目の指は小型で高い位置にあり、柔らかい地面を移動する時にのみ用いられる。指趾は蹄状になっているが、接地面は球状。奇蹄目はその名が示すとおり、通常奇数の指をもつが、バクの各脚の指の数は、前脚が4本、後脚が3本である。
幼獣の体色は赤褐色で、白い斑点や筋模様が入る。この体色も薮の中では保護色になると考えられている。

## 分類
分子系統によると、奇蹄目の現生3科のうちバク科とサイ科が姉妹群で、ウマ科はやや離れている。
以下のうちカボマニバクを除く現生種の分類・英名は Grubb (2005) に、和名は MacKinnon・祖谷 (1986) に従う。

### 化石種
- †コロドン Colodon
  - †Colodon angulatus
  - †Colodon kayi
  - †Colodon occidentalis
  - †Colodon stovalli
  - †Colodon woodi
- †Tapiravus
  - †Tapiravus rarus
  - †Tapiravus validus
- †パラコロドン Paracolodon
  - †Paracolodon fissus
- †パラタピルス Paratapirus
  - †Paratapirus helveticus
  - †Paratapirus intermedius
- †プレシオコロピルス Plesiocolopirus
  - †Plesiocolopirus grangeri
  - †Plesiocolopirus hancocki
  - †Plesiocolopirus kushiroensis クシロムカシバク
- †プレシオタピルス Plesiotapirus
  - †Plesiotapirus yagii
- †プロタピルス Protapirus
  - †Protapirus obliquidens
  - †Protapirus simplex
- †ヘスペラレテス Hesperaletes
  - †Hesperaletes borineyi
  - †Hesperaletes walshi
- †ヘラレテス Helaletes
  - †Helaletes nanus
- †ミオタピルス Miotapirus
  - †Miotapirus harrisonensis
- †Nexuotapirus
  - †Nexuotapirus robustus
- バク属 Tapirus
  - †Tapirus arvernensis
  - †Tapirus augustus ジャイアントバク Giant tapir
  - †Tapirus californicus カリフォルニアバク California tapir
  - †Tapirus cristatellus
  - †Tapirus greslebini
  - †Tapirus haysii
  - †Tapirus johnsoni
  - †Tapirus lundeliusi
  - †Tapirus merriami メリアムバク Merriam's tapir
  - †Tapirus mesopotamicus
  - †Tapirus oliverasi
  - †Tapirus polkensis ピグミーバク Pygmy tapir
  - †Tapirus priscus
  - †Tapirus rioplatensis
  - †Tapirus rondoniensis
  - †Tapirus simpsoni
  - †Tapirus tarijensis
  - †Tapirus veroensis
  - †Tapirus webbi

### 現生種
- バク属 Tapirus
  - Tapirus bairdii ベアードバク Baird's tapir
  - Tapirus indicus マレーバク Malayan tapir
  - Tapirus kabomani[6] カボマニバク[9] - アメリカバクとは別種とされ2013年に新種記載された[6]。一方で2016年にはアメリカバクのシノニムとする説も提唱されている[10]。
  - Tapirus pinchaque ヤマバク Mountain tapir
  - Tapirus terrestris アメリカバク South American tapir

## 生態
主に森林に生息する。夜行性傾向が強い。水辺を好み、採食や避暑・外部寄生虫から身を守るなどの理由から水中で過ごすことも多い。幼獣を連れた母親以外は、主に単独で生活する。危険を感じると水中へ逃げ込む。
草本、木の葉・芽・若枝、果実、水生植物などを食べる。
繁殖様式は胎生。周年繁殖する。交尾前の儀式的な行動として、お互いに鳴き声を交し合う。雌雄は互い違いの向きになり、お互いの陰部の臭いをかぎながら回り始める。回るのが早くなると共に互いの耳介や脇腹・四肢に噛みついたり、吻端で腹を突く。1回に1頭の幼獣を産む。

## 人間との関係
皮革が利用されることもあり、手綱や鞭の原料とされることもある。
ゴムやトウモロコシなどを食害する。
森林伐採や農地開発・ダム建設などによる生息地の破壊、食用や皮革用・スポーツハンティングなどの狩猟により生息数が減少している種もいる。
鶴見川水系を地図上にあらわすとバクの形に似ているので、バクが鶴見川のキャラクターとなっている。

## 関連画像

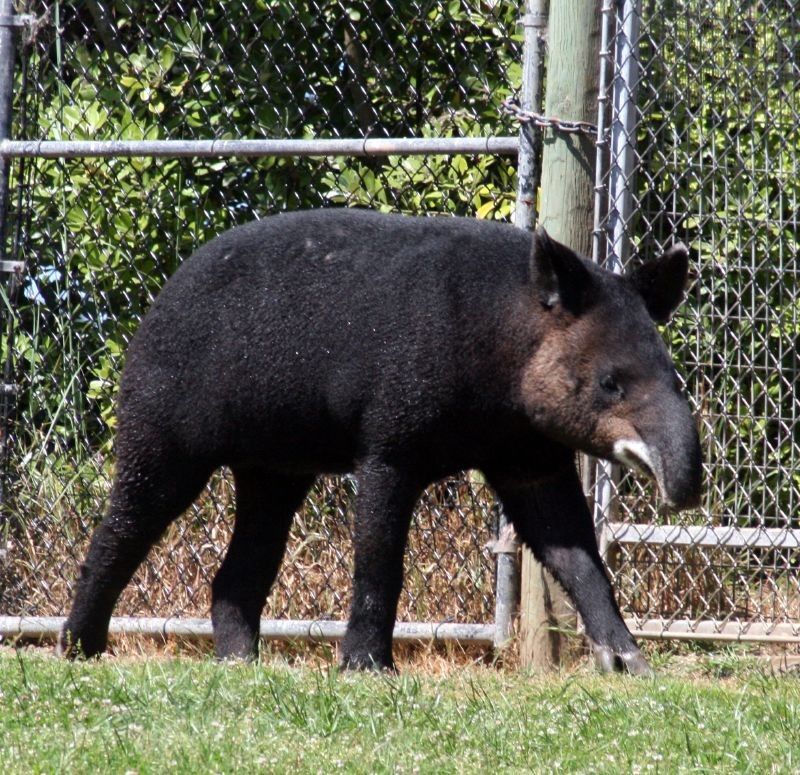
ヤマバク
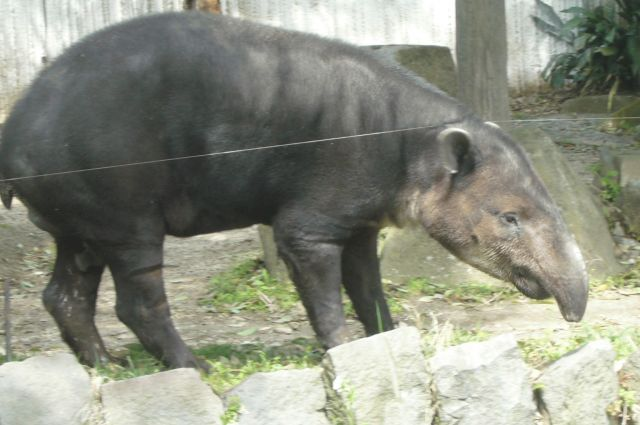
ベアードバク
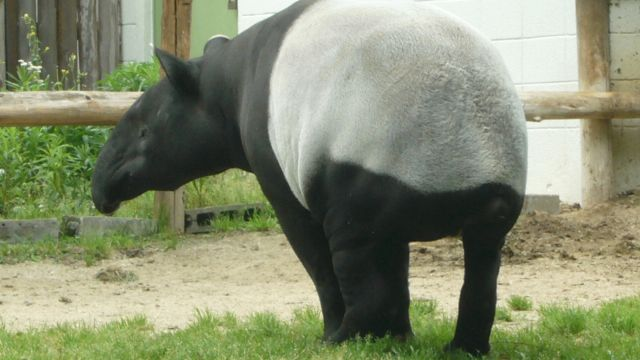
マレーバク
- バク